# بيتر الأول دوق بوربون
بيتر (بيير) الأول (بالفرنسية:Pierre I de Bourbon؛ 1131 - 19 سبتمبر 1356، بواتييه) هو ثاني دوق بوربون خلفاً لوالده لويس الأول، يرجع نسبه إلى لويس التاسع ملك فرنسا، اشتهر بيير بـ مشاركته في حرب المائة عام، تزوج بيير من إيزابيلا من فالوا أبنة الثانية لـ شارل كونت فالوا وزوجته الثالثة ماهوت دي شاتيون، وأخت الغير شقيقة لـ ملك فيليب السادس، استطعت أنجاب له أبن واحد وسبع بنات:- (منهم)
- لويس الثاني دوق بوربون (1410-1337).
- جوانا من بوربون (1378-1338) هي ملكة فرنسا قرينة بزواجها من شارل الخامس.
- بلانكا دي بوربون (1361-1339) هي ملكة قشتالة وليون قرينة بزواجها من ملك بيدرو، قتلت على يده.